# Marco Terragni
Marco Terragni (Paderno Dugnano, 26 aprile 1930 – Milano, 29 giugno 2006) è stato un imprenditore e inventore italiano, amministratore delegato di COVEMA Srl, e fondatore di ITALPRODUCTS Srl, AGRIPAK Srl, Corima Spa, Plastiform Srl, G.B.F. Costruzioni Meccaniche Spa, GBF Iberica S.A, Omam spa, Omam S.A, Tpa srl, Covepla S.A, Firs Spa, RIAP Srl ,Tecnical Die Spa, Floraplant srl, Covema SAE. È stato un pioniere e innovatore nella produzione di macchinari per la lavorazione della materia plastica.
(Marco Terragni)
É conosciuto principalmente per l'invenzione del Cartonplast, il primo processo di estrusione per la produzione di lastre alveolari in PP e PET, avvenuta presso i laboratori della R.I.A.P. nei primi anni '70.

## Biografia
Marco Terragni nacque a Paderno Dugnano da Ercole Terragni (nato a Paderno Dugnano nel 1889 e morto a Paderno Dugnano nel 1966) e da Enrichetta Strada (nata a Palazzolo Milanese nel 1896 e morta a Palazzolo Milanese nel 1970). Il padre, discente da una nobile famiglia decaduta, aveva una piccola attività agricola. La famiglia riversava in condizioni economiche instabili e non disponeva dei mezzi adeguati per garantire l'istruzione ai propri figli. Con l'aiuto delle suore, egli insieme ai propri fratelli riuscirono a ricevere un'adeguata istruzione. Dopo aver svolto il servizio militare, dove ottenne il grado di tenente, iniziò alcune attività imprenditoriali insieme ai suoi fratelli maggiori, senza riscontrare successo. Iniziò a lavorare presso i magazzini della farmaceutica Dompé, ove in seguito divenne capo-magazziniere. Nel 1953 suo fratello Dino partecipò alla fiera Plast di Milano. Qui incontrò Felice Zosi, con il quale fondò lo stesso anno la Covema (Commissionaria Vendite Macchine), con l'intento di vendere i macchinari appena sviluppati da Luigi Bandera, fondatore della Bandera Spa di Busto Arsizio. In seguito Dino chiamò Marco affinché iniziasse a fare da rappresentante di Covema per i mercati americani.
Il primo anno registrarono un utile di esercizio di appena un centinaio di migliaia di euro. Con lo sviluppo del mercato mondiale iniziarono a vendere numerosi macchinari negli USA, Sud America e Australia. Nel 1956 Felice Zosi lasciò il suo incarico e iniziò presso la società Andrea Crespi Spa, ditta che produceva alcune componenti per i processi di estrusione della plastica. A seguito delle scoperte condotte presso la Montecatini dal prof. Natta, la Covema instaurò una forte collaborazione con quest'ultima. Nel 1959 la Covema sviluppò la prima linea di estrusione al mondo per la produzione del Monofilo in PP. Lo stesso anno presso la fiera K di Düsseldorf, lo stand della Covema registrò 13 000 visite, numero mai raggiunto prima da alcuna società partecipante. Nel 1960 sviluppò insieme al fratello una linea di estrusione della rafia in plastica, la prima al mondo, che in seguito vendettero a una società sudafricana, tuttora esistente. Questa invenzione fu fondamentale per sviluppo della società, che in un anno vendette circa settanta impianti. In seguito i fratelli Terragni iniziarono lo sviluppo delle sedi estere di Covema, principalmente in Spagna, dove fondarono la Covepla Sas Barcello, Covema SAE e la GBF SA. In seguito fondò la Plastiform Srl di Paderno Dugnano, G.B.F. Costruzioni Meccaniche di Bresso che collaborò con il gruppo Basell, Corima Spa di Cassano Magnago, Omam di Varese, FIRS di Zingonia, Tecnical Die e la RIAP di Brescia. A metà degli anni sessanta entrarono in società anche la sorella Luigia e il fratello Natale con il quale fondò la Floraplant. Presso la Floraplant il Terragni iniziò la produzione di piante in plastica (prodotte con i macchinari a iniezione della GBF spa) e i porta uova in PP con in macchinari della Plastiform.
Nel 1965 decise con suo fratello di partecipare alla prima fiera del settore organizzata dall'URSS a Mosca. Qui ebbero l'opportunità di mostrare a Leonid Brezhnev, presidente dell'URSS e a Leonid Kostandov le nuove tecnologie sviluppate da Covema.

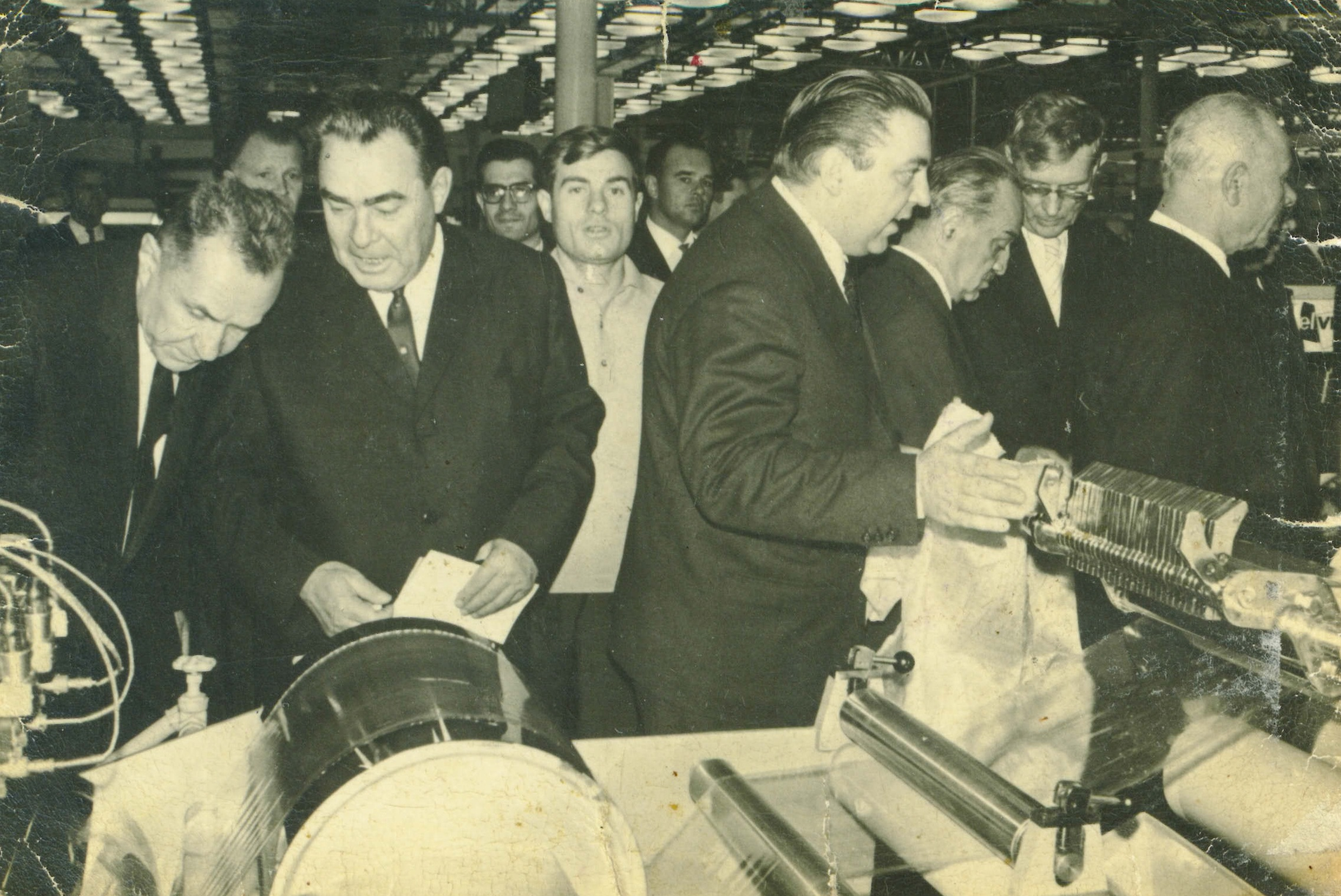
Marco e Dino con Leonid Brezhnev

Nel 1969 su richiesta di un cliente brasiliano, iniziò a progettare un nuovo processo che potesse sostituire quello sviluppato dalla Toshiba pochi anni prima per la produzione di lastre alveolari in plastica. Nel 1970 a seguito di intensi esperimenti condotti presso la RIAP spa di Zingonia, brevettò il nuovo processo di estrusione della lastra sotto il nome di Cartonplast. A partire dallo stesso anno, come testimonia il Kenya Gazzette del 1974 è detentore del marchio Cartonplast.
 Questo nuovo processo si rivelò particolarmente innovativo, ed è tuttora quello utilizzato per la produzione di lastre alveolari.

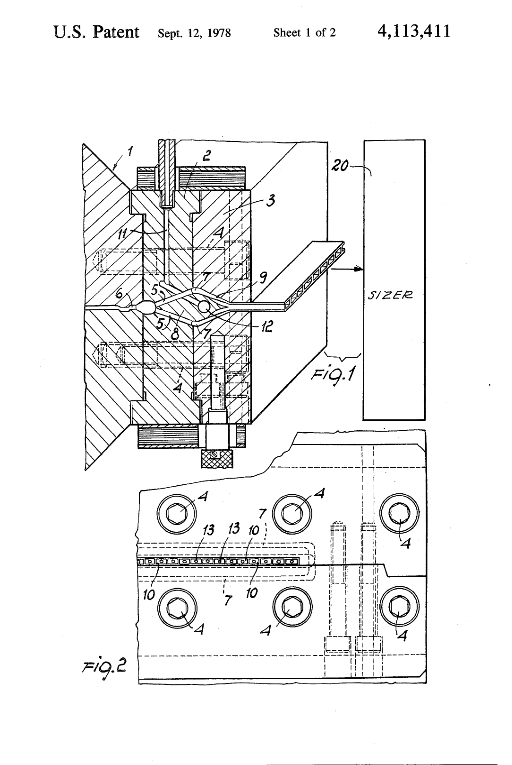
Cartonplast Patent 1974

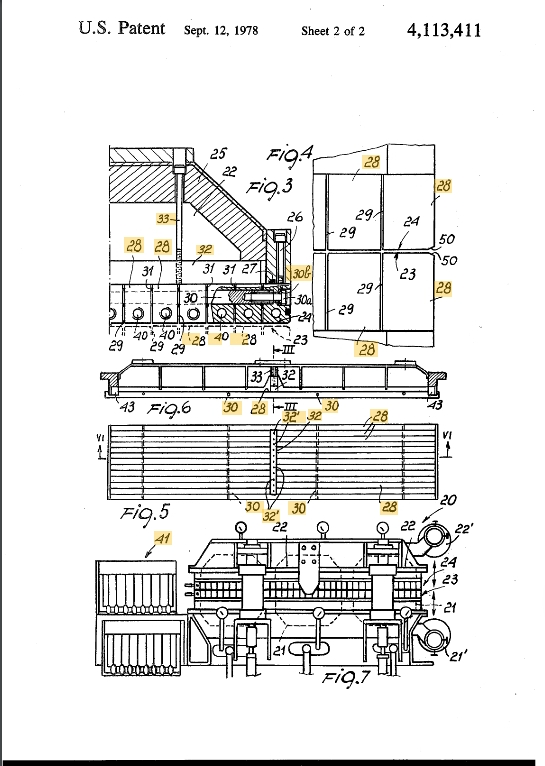
Cartonplast Patent 1974

Nel 1976 fu premiato insieme al fratello Dino per le esportazioni fatte da Covema nel triennio 1972-73-74. Nel 1976 presso la Corima Spa sviluppò insieme a un gruppo di ingegneri la prima linea di estrusione al mondo per la produzione del WPC, ossia delle lastre composte con materiali termoplastici destinate a sostituire il legno.
Nel 1979 morì improvvisamente il fratello Dino, che si trovava a Ginevra per concludere dei contratti con alcuni clienti svizzeri. Nell'agosto 1979 Marco divenne presidente dell gruppo Covema, carica precedentemente detenuta dal fratello. Lo stesso anno il gruppo raggiunse la massima espansione. Nel febbraio 1981 Marco venne premiato per la seconda volta dalla Camera di commercio di Milano per le esportazioni di Covema nel triennio 1978-1979-1980. A metà del 1981 Marco insieme agli amministratori delegati Ambrogio Fagnani e Felice Zicari, lasciarono Covema che passò in gestione agli eredi di Dino Terragni.
Nel 1982 fondò insieme alla sorella Luigia il gruppo Italproducts che comprendeva la TPA srl, azienda fondata dai fratelli Dezuani, ex ingegneri della Plastiform srl. Nel 1985 comprò dal fallimento la società Omam Spa facente parte del Covema Group, che da anni era entrato in profonda crisi.
Nel 1995 in collaborazione con la società chimica Reedy International sviluppò degli impianti per la produzione di Cartonplast con additivi chimici. Nel 1992 iniziò un forte collaborazione con il miliardario taiwanese YC WANG con il quale discusse la fondazione della Inteplast, società facente parte del colosso Formosa Plastic Corporation, la più grande azienda al mondo per la produzione di Cartonplast, oggi venduto sotto il trade-name Intepro e Coroplast. In seguito fondò Agripak srl con l'intento di produrre imballaggi per l'ortofrutta e Cartonplast nel Sud Italia.
Nel 2002 decise di fondere Italproducts in Agripak, con sede in via Giacomo Puccini 3 a Milano. Nel 2003 vendette la Floraplant SRL al gruppo svizzero Ovotherm. Ammalatosi gravemente nel 2005 lasciò la direzione della società ai figli Fabio, Massimo e Patrizia avuti da Isabella Moriggia (nata il 2 giugno a Busto Arsizio), nipote dell'industriale marchese Cav. Giuseppe Moriggia. Morì nel giugno 2006. Tuttora i figli conducono Agripak srl che a partire dal 2011 ha sede in via Monte Rosa a Milano.
Nel 2000 uno delle riviste settoriali più in vista, ha affermato che la figura di Marco Terragni è stata una delle più importanti per lo sviluppo del settore della plastica nel XX secolo. Egli durante la sua carriera ha infatti pubblicato vari brevetti per macchine di estrusione, termoformatura e iniezione della materia plastica.

## Principali brevetti
- (EN)  Marco Terragni, Extruder and sizer apparatus for hollow plastic sections,  US4113411A, United States Patent and Trademark Office, Stati Uniti d'America [2 maggio 1975].
- (FR)  Marco Terragni, Filiere pour l'extrusion d'elements tubulaires creux en matiere plastique et recipients realises au moyen desdits elements tubulaires,  FR2344397A1, Francia [16 marzo 1976].
- (DE)  Marco Terragni, Spritzwerkzeug zum extrudieren von hohlen rohrelementen aus kunststoff und mit den rohrelementen erzielter behaelter,  DE2710565A1, Germania [1976].
- (IT)  Marco Terragni, Forno di preriscaldo particolarmente per ultimo da sottoporre aformatura,  IT1301873B1, Italia [1999].
- (IT)  Marco Terragni, Procedura per la microperforazione di lastre alveolari estruse,  IT1283428B1, Italia [1996].

## Riconoscimenti
- Premio al commercio estero 1978, emesso dalla Camera di commercio di Milano per premiare le esportazioni estere di Covema nel triennio 1976-77-78.[32]
- Medaglia d'oro al premio degli esportatori.
- Medaglia d'oro al commercio estero, 16 febbraio 1981.